# Deserto del Gobi
Il deserto del Gobi, o semplicemente Gobi (dalla parola mongola gobi, che significa «luogo senza acqua»), è una vasta regione desertica e semi-desertica dell'Asia orientale, estesa attraverso Mongolia e Cina.

## Descrizione

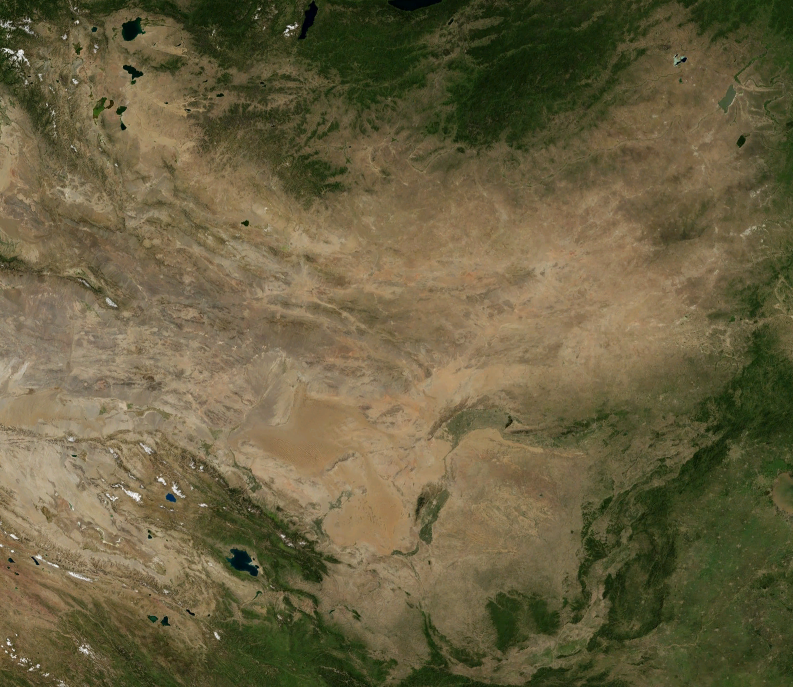
Il Gobi su NASA World Wind.

Attualmente, viene definita tale la regione delimitata dai monti Altai e Khangai a nord, dall'estremità occidentale del Grande Khingan a est, dalle catene montuose degli Yin Shan, Qilian Shan, dai contrafforti orientali degli Altun Shan e dai Bei Shan a sud; e dalle propaggini orientali del Tien Shan a ovest, occupando un vasto territorio a forma di arco esteso per 1600 km di lunghezza e 500-1000 km di larghezza, dalla superficie stimata in 1.300.000 km². 
Con un fuoristrada è possibile guidare su questa distesa per lunghe distanze in qualsiasi direzione: verso nord, in direzione delle catene montuose degli Altai e dei Khangai; verso est, fino alla catena del Grande Khingan; o verso sud, fino ai Bei Shan e alla valle dello Huang He (o Fiume Giallo). A ovest, al di là del confine sud-occidentale del Gobi, si trova un'altra distesa arida - il bacino del Tarim, nella provincia dello Xinjiang -, che ospita il deserto del Takla Makan, delimitato dalle montagne del Tien Shan a nord e da quelle del Kunlun e dei contrafforti occidentali degli Altai a sud.
Già nel Milione di Marco Polo vi è una descrizione di questo deserto, abitato dalle popolazioni mongole, pastori nomadi e fieri e audaci cavalieri. Il viaggiatore veneziano descrisse alcuni aspetti della vita di questo deserto, tra cui la presenza del cammello selvatico, un animale che venne individuato solo alcuni secoli dopo dall'esploratore russo Pržewalski; di questo animale così tipico del Gobi, perché addomesticato dalle popolazioni locali e importato in altre regioni centroasiatiche, sembra sopravviva oggi solo un piccolissimo nucleo selvatico nella Mongolia meridionale.

## Geografia fisica

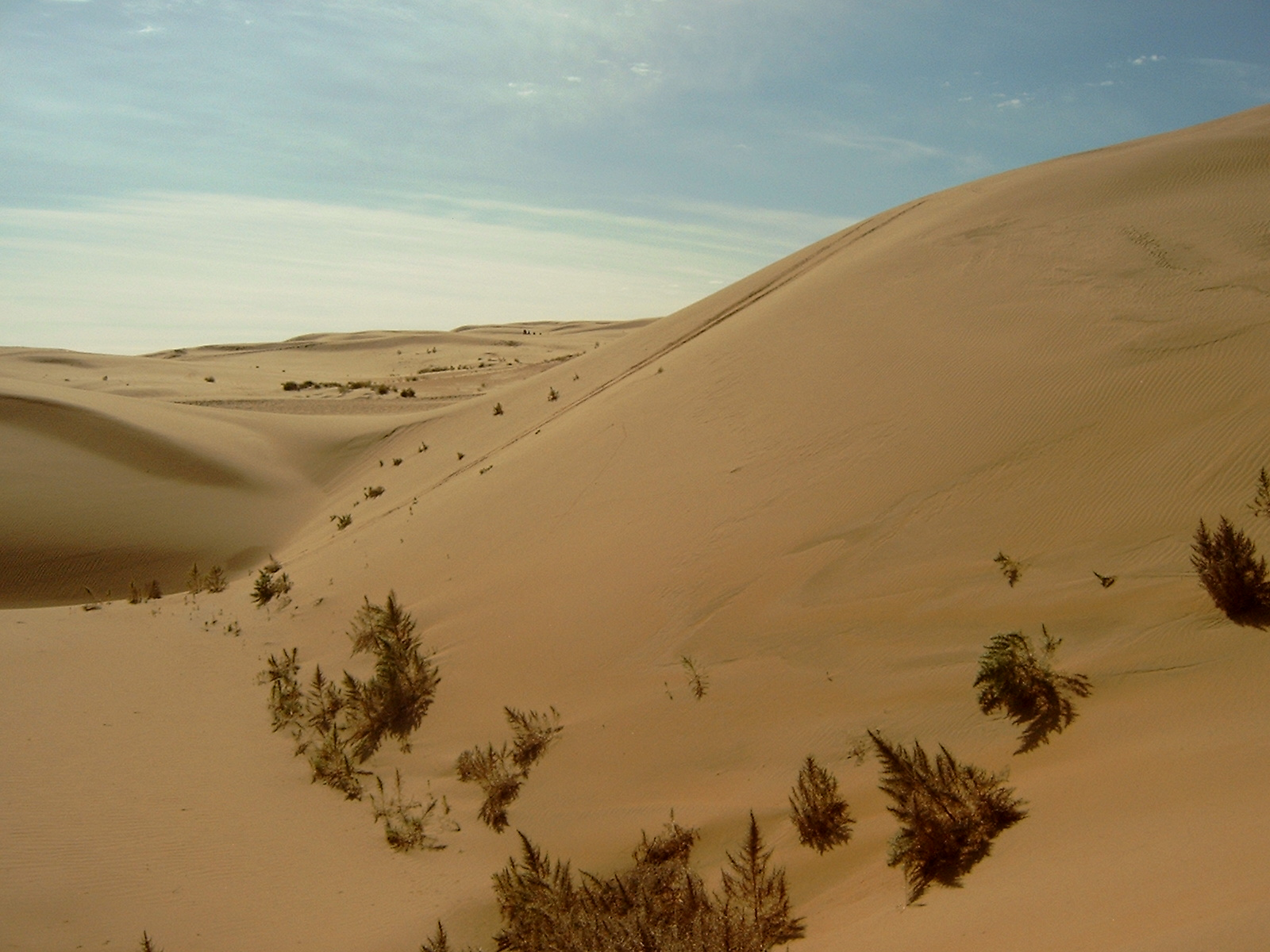
Dune di sabbia nella Mongolia Interna (Cina).

### Morfologia
Il Gobi può essere suddiviso in vari settori: a ovest si trovano così il Gobi del Gaxun, della Zungaria e del Trans-Altai; nelle regioni centrali e meridionali del deserto si trova il cosiddetto Gobi orientale, o mongolo; mentre a sud si estende l'altopiano dell'Alxa (o deserto dell'Ala Shan).
Il Gobi del Gaxun è cinto dagli speroni del Tien Shan a ovest e dei Bei Shan a sud e si innalza fino ad altitudini di 1500 m. Il paesaggio è delicatamente ondulato, con un complesso labirinto di ampie cavità separate da colline pianeggianti e creste rocciose che a volte si ergono a più di 90 m sopra la pianura. È un deserto roccioso e quasi privo di acqua, anche se nelle depressioni più appartate si possono trovare delle paludi salmastre. Il suolo è bruno-grigiastro e contiene gesso e halite (salgemma). La vegetazione è scarsa, anche se più ricca nei letti dei fiumi, dove crescono singoli arbusti di tamerici, saxaul e nitraria (una pianta simile alla salicornia) e varie alofile annuali.
Il Gobi del Trans-Altai è situato tra gli speroni orientali dell'Altai della Mongolia e dell'Altai del Gobi a nord e a est, rispettivamente, e i Bei Shan a sud. Il territorio che lo costituisce è elevato, accidentato e impervio. Accanto alla pianura e al gruppo di colline basse e arrotondate vi è una zona montuosa piuttosto estesa che si estende per oltre nove chilometri nella pianura. I rilievi sono spogli e incisi da aridi burroni. Anche la parte occidentale del Gobi del Trans-Altai è fondamentalmente pianeggiante, ma è intervallata da piccole aree rialzate e solcata da letti di fiumi asciutti e, ancora una volta, da vaste paludi salmastre. Nel settore centrale questa frammentazione aumenta, e fanno la loro comparsa delle mesas (colline dalla cima piatta e dai fianchi ripidi) insieme a gole aride che terminano in depressioni pianeggianti, occupate da takyr (tratti di suolo argilloso). Il Gobi del Trans-Altai è una regione estremamente arida, con precipitazioni annuali inferiori ai 100 mm, anche se vi è sempre la presenza di acque sotterranee. Tuttavia, non vi sono praticamente né pozzi né sorgenti e la vegetazione è molto scarsa e quasi inutile per il bestiame.
Il Gobi della Zungaria si estende a nord del Gobi del Gaxun, nel bacino della Zungaria, tra gli speroni orientali dell'Altai della Mongolia e l'estremità orientale del Tien Shan. Ricorda nell'aspetto il Gobi del Trans-Altai, e i suoi margini sono fratturati da gole, alternate a colline residue e basse creste montuose. L'altopiano dell'Alxa si trova tra il confine tra Cina e Mongolia a nord, lo Huang He e le montagne dell'Ala Shan a est, il Qilian Shan a sud e i rami sorgentiferi settentrionali del Ruo Shui a ovest. Consiste in una vasta pianura, quasi sterile, che sale di altitudine dirigendosi da nord-ovest a sud-est. Grandi aree dell'Alxa sono ricoperte di sabbia.
Il Gobi orientale ha un aspetto simile alle regioni occidentali, con altitudini variabili tra i 700 e i 1500 m, ma riceve un po' più di precipitazioni - fino a 200 mm all'anno -, sebbene manchi di fiumi di una qualche importanza. Le falde acquifere sotterranee possiedono quantità di acqua relativamente abbondanti e sono solo parzialmente mineralizzate. Sono anche vicine alla superficie, sì da alimentare piccoli laghi e sorgenti. La vegetazione, tuttavia, è scarsa, ed è costituita principalmente da specie alofile che crescono su un suolo bruno-grigiastro. Nelle depressioni più umide vi sono le abituali paludi salmastre e paludi erbose. Nelle regioni periferiche settentrionali e orientali, che ricevono più precipitazioni, il paesaggio desertico diventa gradualmente meno riarso, assumendo talvolta l'aspetto di una steppa.

### Geologia

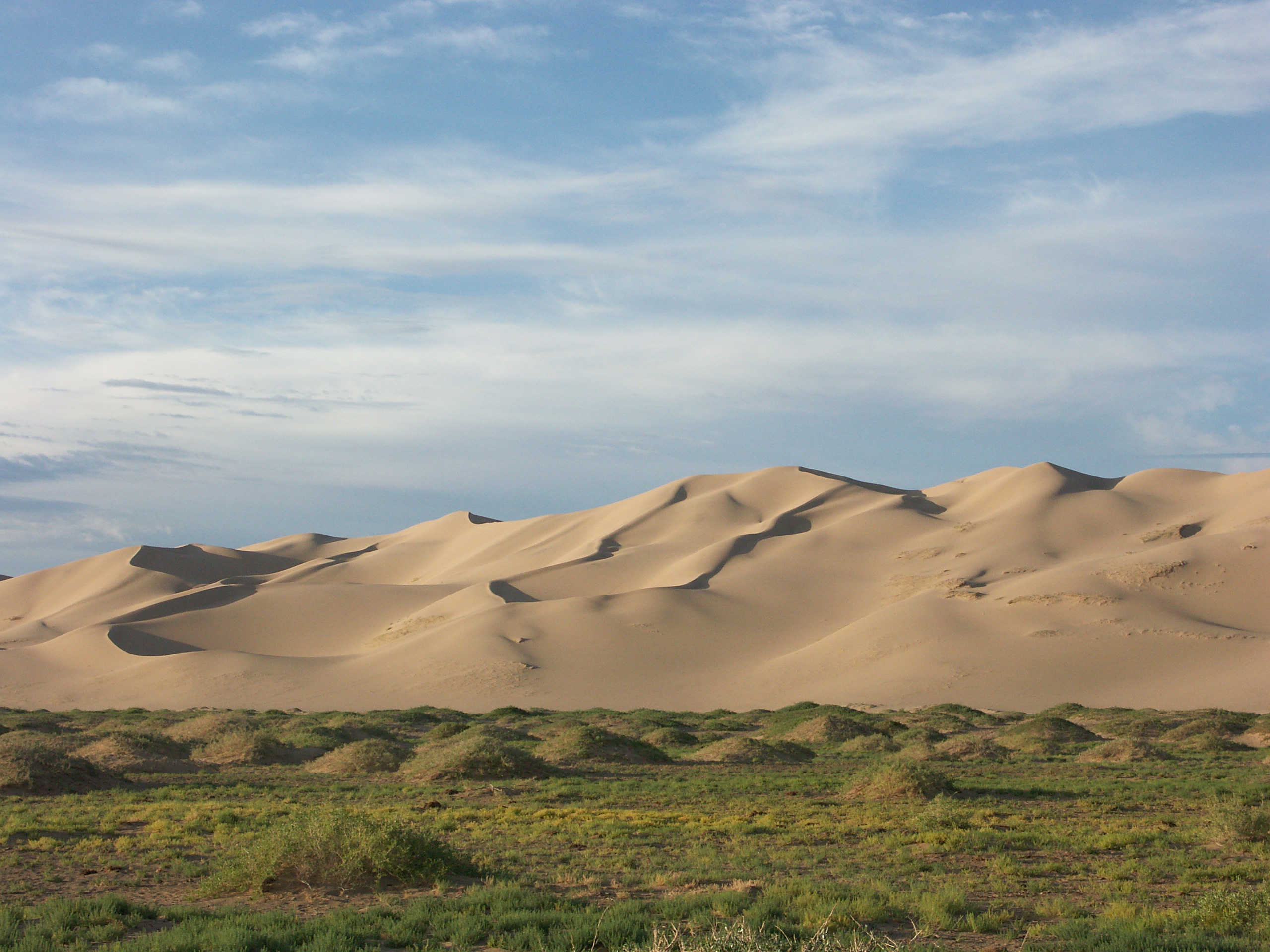
Le dune di sabbia di Khongoryn Els nel parco nazionale di Gobi Gurvansaikhan (Mongolia).

Le pianure del Gobi sono costituite da gesso e altre rocce sedimentarie principalmente di età cenozoica (più giovani di 66 milioni di anni fa), sebbene alcune delle basse colline isolate siano più antiche. Il terreno contiene piccole masse di sabbie mobili. Nel Gobi centrale, a Bajanzag , sono stati trovati resti di dinosauri dell'era mesozoica (circa 250-65.95 milioni di anni fa) e fossili di mammiferi cenozoici. Il deserto ospita anche siti paleolitici e neolitici occupati da popoli antichi. Una serie di fruttuosi scavi intrapresi negli anni '90 nella Tsagaan Agui («Grotta Bianca») nella Mongolia centro-meridionale hanno portato alla luce artefatti risalenti a 35.000 anni fa.

### Clima
Il clima è nettamente continentale e arido: gli inverni sono rigidi, le primavere secche e fredde e le estati calde. L'escursione termica annua è considerevole, con minime medie di gennaio che raggiungono i -40 °C e massime medie di luglio che possono salire fino a 45 °C; altrettanto pronunciata può essere l'escursione termica giornaliera. Le precipitazioni totali annue variano da meno di 50 mm a ovest a più di 200 mm nel nord-est. Condizioni climatiche di tipo monsonico si riscontrano nelle regioni orientali, che ricevono la maggior parte delle precipitazioni in estate. In autunno, inverno e primavera il Gobi è spazzato da venti settentrionali e nord-occidentali.

### Idrografia

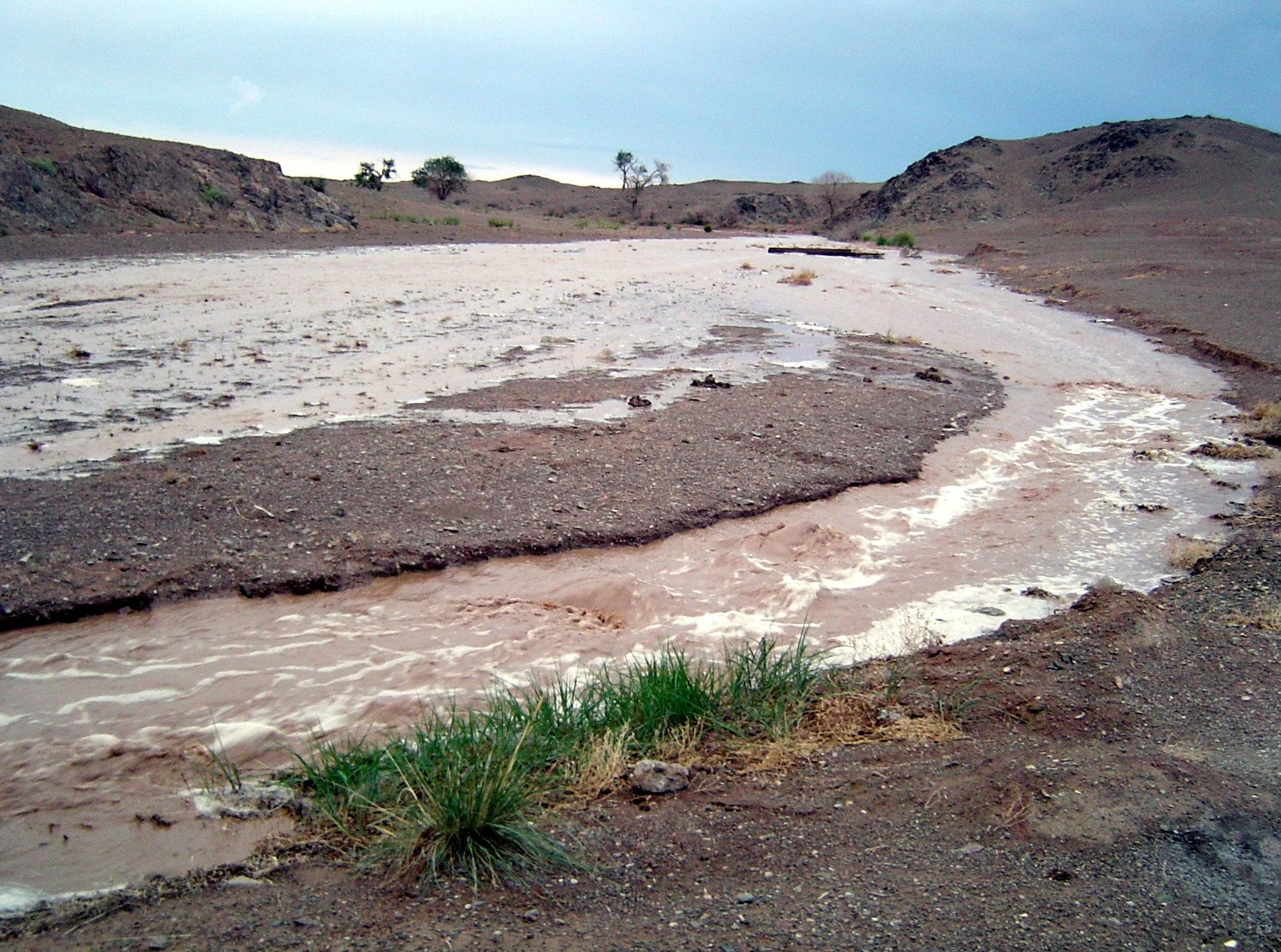
Inondazione lampo provocata da un monsone estivo (2004).

Il drenaggio del deserto è in gran parte sotterraneo; i fiumi superficiali hanno scarso flusso costante. I torrenti di montagna sono confinati ai margini del deserto, e anche allora si prosciugano rapidamente disperdendo le proprie acque nel terreno lasso o nelle chiuse depressioni salate. Molti fiumi scorrono solo in estate. D'altra parte, l'acqua sotterranea è piuttosto diffusa e di qualità sufficiente per consentire l'allevamento del bestiame.
Durante l'Olocene (vale a dire negli ultimi 11.700 anni), i laghi del Gobi si sono ridotti di dimensioni, lasciando una serie di terrazze considerevolmente più distanti e più alte delle attuali sponde. Infatti, i laghi Orog e Bööntsagaan, nella parte più orientale dell'Altai della Mongolia, e il lago Ulaan, nel nord-ovest dell'Altai del Gobi, sono solo mere ombre di ciò che erano in passato.
Il suolo del Gobi è principalmente bruno-grigiastro e bruno carbonaceo (ricco di carbonio), gessoso (contenente gesso) o a ghiaia grossolana, spesso combinato con paludi salmastre sabbiose e takyr.

### Flora
In risposta alle dure condizioni climatiche, soprattutto ai freddi rigori invernali, la flora mostra un'interruzione di attività molto lunga, anche di alcuni mesi, e anche un rallentamento estivo dovuto al calore. La vegetazione è caratterizzata da zolle di graminacee sparse e discontinue, miste a piccoli arbusti; talvolta l'insieme delle specie vegetali è molto simile a quello dei limitrofi semideserti centrasiatici, ma nelle zone più aride le piante sono molto più sparse, con enormi vuoti di vegetazione. Nelle zone in cui sussiste il substrato salato, prevalgono specie dei generi Salsola e Anabasis, nelle dune è dominante Haloxylon ammodendron, e in ampie aree a diverso substrato alcune Ephedra e Stipa.

### Fauna

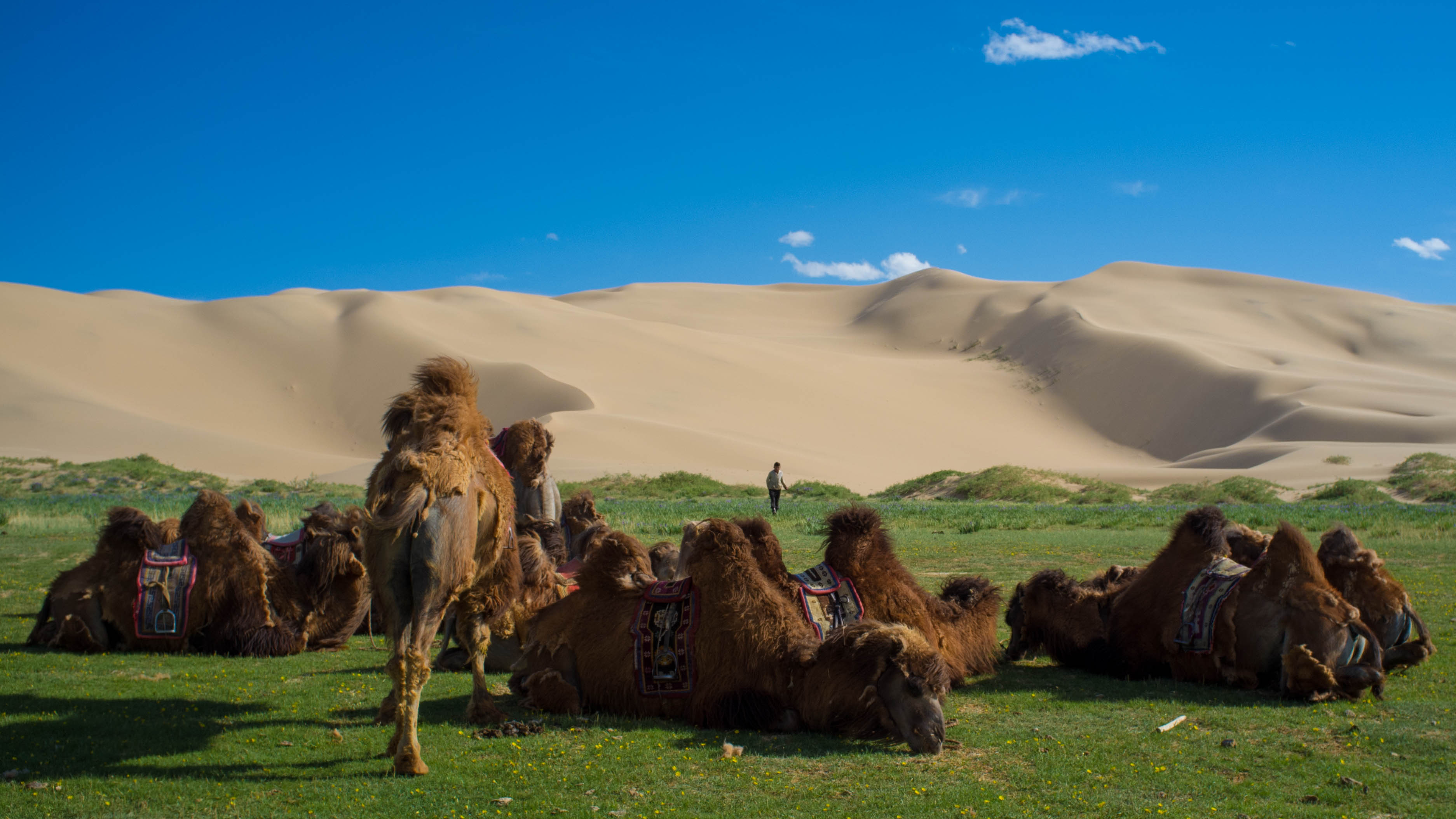
Cammelli della Battriana di fronte alle dune di sabbia di Khongoryn Els nel parco nazionale di Gobi Gurvansaikhan (Mongolia).

La fauna del Gobi mostra molti elementi in comune con le aree semidesertiche e con quelle steppiche più aride dell'Asia centrale. Tra i mammiferi la specie più grande, e forse più caratteristica, è senz'altro il cammello (Camelus bactrianus), che come si è detto, ormai è quasi estinto allo stadio selvatico ma che, date le sue peculiari specializzazioni al clima arido, è di estrema utilità alle popolazioni asiatiche che lo usano come mezzo di trasporto, per il latte e la lana. 
Tra i grandi erbivori, vi sono la gazzella della Mongolia (Procapra gutturosa) e la gazzella subgutturosa (Gazella subgutturosa), ma anche la saiga (Saiga tatarica), queste ultime due diffuse con una razza endemica, e ancora l'argali (Ovis ammon), l'emione (Equus hemionus hemionus) e un tempo anche il cavallo di Pržewalski (Equus ferus przewalskii), elemento steppico ormai ristretto in un'area semidesertica della Mongolia. Il più grande predatore della zona è il lupo della Mongolia (Canis lupus chanco), una sottospecie di lupo grigio che, grazie alle grandi dimensioni e al lavoro di squadra, è l'unico carnivoro di queste parti specializzato nella caccia ai grandi erbivori. Molto più numerosi, come in altre aree desertiche del mondo, sono i roditori. 

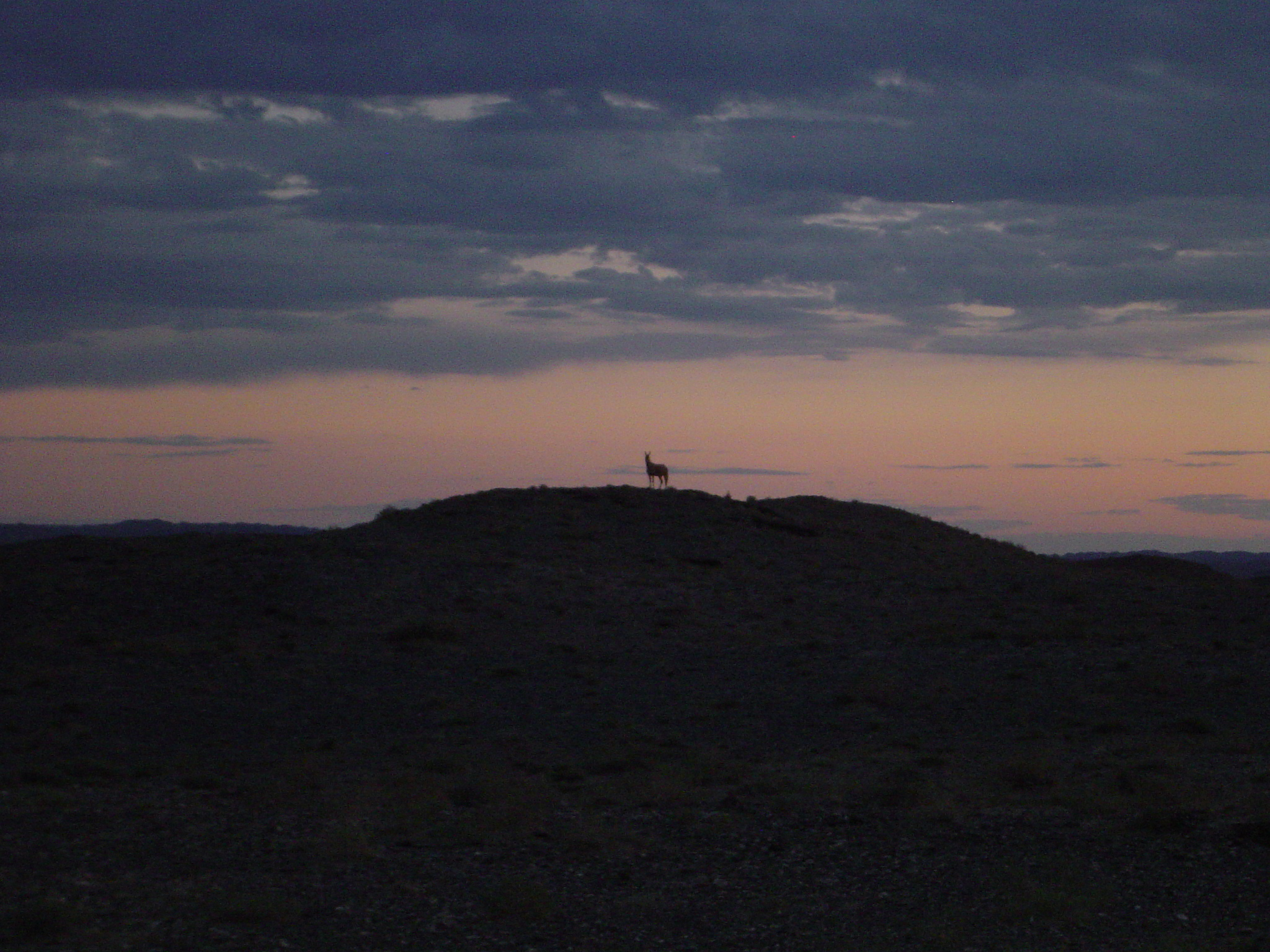
Un emione (asino selvatico della Mongolia) su una collina del Gobi orientale al tramonto (Mongolia).

Tra questi, praticamente esclusivi del Gobi sono il criceto nano di Roborovskij (Phodopus roborovskii), quello della Zungaria (P. sungorus) e quello della Mongolia (Allocricetulus curtatus). Molto caratteristici per gli speciali adattamenti alla corsa a salti sono il gerbillo gigante (Rhombomys opimus), il gerboa dai piedi rugosi (Dipus sagitta) e altri Dipodidi dei generi Allactaga, Cardiocranius, Salpingotus ed Euchoreutes. Anche tra i lagomorfi vi sono degli interessanti elementi pressoché endemici come il pika della Dauria (Ochotona dauurica) e quello di Pallas (O. pallasi). 
Tra i predatori di questi topi e pika un ruolo importante è svolto dal gatto del deserto della Cina (Felis bieti) e dal manul (Otocolobus manul), ma anche dalla puzzola marmorizzata (Vormela peregusna), più comune nelle steppe. Anche tra le numerose specie di uccelli, molte sono in comune con le aree steppiche centroasiatiche e nell'insieme la composizione faunistica ricorda, almeno a livello generico, quella dei deserti asiatici e nordafricani. Tra i rapaci diurni il falco di Barberia (Falco pelegrinoides) caccia soprattutto uccelli, mentre la poiana degli altipiani (Buteo hemilasius), quella codabianca (B. rufinus) e anche l'aquila anatraia maggiore (Clanga clanga) si nutrono soprattutto dei vari roditori.
Alcune specie di uccelli vivono soprattutto al suolo, e presentano colorazioni criptiche con il substrato: tra questi il sirratte di Pallas (Syrrhaptes paradoxus), ampiamente diffuso anche in aree steppiche, la starna daurica (Perdix dauurica) e alcuni Alaudidi. Assai comuni sono alcune specie di monachelle del genere Oenanthe, ma caratteristici del Gobi sono soprattutto il trombettiere mongolo (Bucanetes mongolicus), il passero del saxaul (Passer ammodendri), che prende il nome da una pianta della famiglia Chenopodiacee comune nei deserti centroasiatici, o alcuni Emberizidi del genere Emberiza e Fringillidi del genere Carpodacus. Tra i rettili, numerosi sono soprattutto i sauri come alcune specie del genere Phrynocephalus, ma soprattutto le lucertole del genere Eremias, come Eremias przewalskii e E. multiocellata.

## Geografia umana
La densità di popolazione è bassa, meno di un abitante per chilometro quadrato; gli abitanti sono prevalentemente mongoli e, nella Mongolia Interna, cinesi han. Nella Mongolia Interna la popolazione cinese è aumentata notevolmente a partire dal 1950. L'occupazione principale degli abitanti è l'allevamento di bestiame nomade, sebbene l'agricoltura sia predominante nelle regioni in cui sono concentrati i cinesi. Le abitazioni tradizionali dei nomadi mongoli sono iurte e orger (entrambi tipi di tenda) di feltro, mentre i contadini cinesi vivono in case di argilla costruite con mattoni crudi.
Nel Gobi, in particolare nelle sue zone semidesertiche, l'allevamento del bestiame costituisce la principale attività economica, con ovini e caprini che costituiscono più della metà degli animali allevati. Secondi per importanza sono i bovini. I cavalli costituiscono solo una piccola percentuale del totale e, insieme ai bovini, sono concentrati sulle più verdeggianti regioni semidesertiche del sud-est. Un numero consistente di animali allevati è costituito da cammelli della Battriana, ancora utilizzati per il trasporto in alcune zone. Il pascolo per i bovini è disponibile tutto l'anno grazie alle scorte di acque sotterranee. L'allevamento del bestiame è prevalentemente nomade e le mandrie si spostano più volte all'anno, coprendo distanze anche di 190 km in linea d'aria.
I depositi di minerali utili sono scarsi, ma nella regione vengono estratti salgemma, carbone, petrolio, rame e altri minerali grezzi. L'agricoltura viene praticata solo lungo le valli fluviali. Il Gobi è attraversato da ferrovie nelle sue parti orientali e occidentali, in particolare dalla linea che dalle regioni centro-meridionali della Mongolia Interna giunge fino a Ulan Bator, capitale della Mongolia. Nella regione vi sono anche diverse autostrade: tra la Cina orientale e lo Xinjiang attraverso i Bei Shan e il Gobi del Gaxun; tra la città di Kalgan (o Zhangjiakou) nella Mongolia Interna (a nord-ovest di Pechino) e Ulan Bator; e tra Ulan Bator e Dalanzadgad nella Mongolia meridionale, circa 500 km a sud/sud-ovest di Ulan Bator. Inoltre, il Gobi è attraversato in tutte le direzioni da antiche rotte carovaniere.
Dagli anni '50, l'aumento della popolazione e l'utilizzo eccessivo delle terre marginali hanno portato alla riduzione della copertura vegetale e all'erosione del suolo, con il risultato di un'espansione generale della superficie desertica del Gobi a scapito delle praterie semiaride ai suoi margini. Negli anni '80, l'industrializzazione nel Gobi ha intensificato l'inquinamento ambientale. Un esempio significativo è la contaminazione da fosfati delle falde acquifere causata dalla produzione di fertilizzanti chimici nella zona di Hohhot, che ha influito negativamente sulle mandrie locali. Anche la contaminazione con l'arsenico è diventata un grave problema nelle zone in cui l'acqua dei pozzi si è esaurita, e migliaia di persone sono state colpite da tale penuria. I processi utilizzati per estrarre determinati minerali in grandi quantità, in particolare il rame, hanno portato anche alla contaminazione delle acque sotterranee in altri siti. Elevati livelli di radiazioni causati dal fallout sono stati rilevati nel Gobi occidentale nell'area intorno al principale sito di test nucleari della Cina vicino al Lop Nur.

## Esplorazione

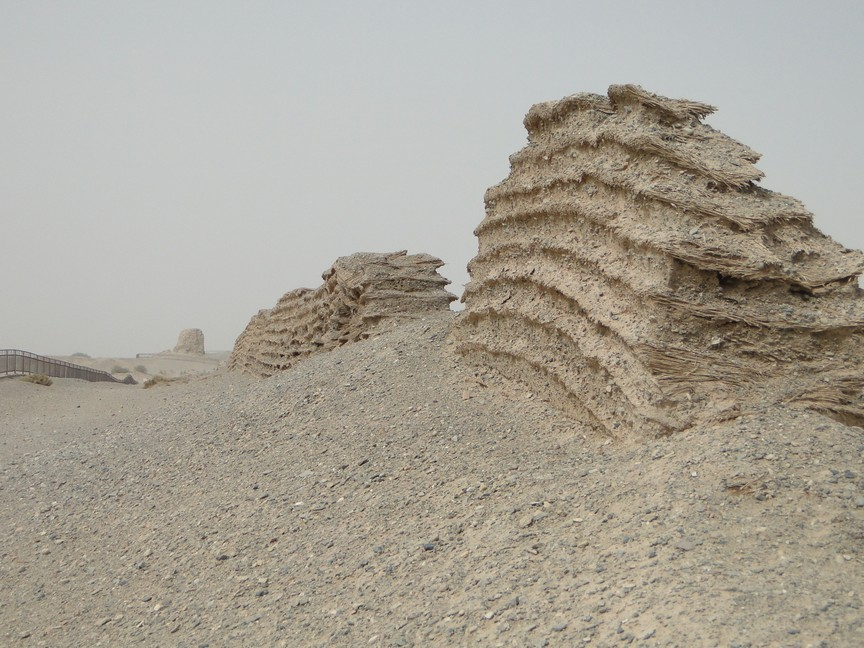
Resti della Grande Muraglia nel deserto del Gobi

L'antica via della seta attraversava la parte meridionale dell'altopiano dell'Alxa e intersecava il Gobi del Gaxun mentre costeggiava i confini settentrionali e occidentali del deserto del Takla Makan. Lungo questo percorso, i viaggiatori provenienti da molte terre asiatiche attraversarono questo deserto. La regione divenne nota per la prima volta agli occidentali attraverso le vivaci descrizioni trecentesche di Marco Polo, ma per il resto rimase per loro virtualmente sconosciuta e inesplorata.
L'interesse europeo per la regione si riaccese tra la fine del XIX secolo e l'inizio del XX. Un certo numero di spedizioni geografiche furono lanciate dai russi e dagli inglesi, e, sebbene l'obiettivo principale di queste spedizioni fosse il Takla Makan, la maggior parte di esse attraversò anche il Gobi, dove furono condotte mappature di base e alcuni studi sulla flora e la fauna. Da allora, gran parte degli studi geografici riguardanti il Gobi sono stati intrapresi da ricercatori sovietici; tuttavia, a partire dagli anni '60, sono divenuti sempre più attivi anche studiosi cinesi e mongoli.
Nell'estate del 1941 un gruppo di fuggiaschi in fuga dalla Siberia capeggiato da un ufficiale polacco di nome Slavomir Rawicz attraversò nel pieno dell'estate, a piedi e privo di scorte di viveri il deserto in direzione nord-sud; Reinhold Messner, nel 2004 a quasi 60 anni, è stato il primo uomo ad attraversarlo quasi interamente a piedi in direzione est-ovest; invece Paolo Pirozzi, nel 2007, è stato il primo uomo ad attraversarlo in sella a una moto, una Ducati Multistrada 620 di serie.
L'area di maggiore interesse culturale nel Gobi è probabilmente il complesso delle grotte di Mogao, una serie di templi rupestri buddhisti nei pressi della città di Dunhuang nella provincia del Gansu, in Cina; il complesso venne dichiarato Patrimonio dell'Umanità dall'UNESCO nel 1987. Risalenti a un periodo compreso tra il IV e il X secolo, questi templi si sono ben conservati grazie all'aria arida del deserto, e la qualità e la quantità dei loro affreschi e dei testi ivi conservati è rimasta ineguagliata. Lo studio scientifico del complesso ebbe inizio con la scoperta delle grotte nel 1907 a opera dell'archeologo e cartografo ungherese-britannico Aurel Stein.
Durante gli anni '90, spedizioni archeologiche congiunte mongolo-russo-americane effettuarono scavi nelle grotte paleolitiche e neolitiche del Gobi mongolo. Durante lo stesso periodo, spedizioni statunitensi ed europee condussero ricerche paleontologiche su depositi fossili di dinosauri eccezionalmente conservati nel deserto risalenti al Cretaceo superiore (circa 100-66 milioni di anni fa). Dal 1995, spedizioni congiunte mongolo americane e mongolo-europee hanno anche studiato la storia tettonica e l'evoluzione del paesaggio del Gobi.

### Paleontologia
Il deserto del Gobi è una vera e propria fortuna per i paleontologi, dato che l'erosione continua e progressiva del suolo porta alla luce scheletri di dinosauri e di altri mammiferi in condizioni di conservazione ottimali, nonostante risalgano ad almeno 80 milioni di anni fa, e per di più spesso in uno stato di completezza sia cranica sia scheletrica.
La sorprendente quantità di carcasse quasi intatte è spiegata dagli specialisti con l'ipotesi di violente tempeste che hanno sepolto nel giro di poche ore l'animale, per farlo riapparire dopo tanti milioni di anni; è da notare che il Gobi alla fine del Cretaceo doveva già trovarsi, secondo gli esperti, in una situazione analoga a quella contemporanea.
Il pioniere di queste scoperte fu Roy Chapman Andrews, che nel lontano 1922, si mise in marcia alla ricerca di fossili umani e quasi per caso, dopo essersi perduto ai piedi dei monti Gurvan Saikhan, notò un paesaggio da favola di rupi rossastre e fossili che affioravano dal sottosuolo; oltre alla numerose batterie di scheletri di animali, furono proprio le prime uova di dinosauro che ebbero un grande risalto mediatico, rinvenute soprattutto nel sito di Algui Ulaan Tsav. Negli anni della guerra fredda il Gobi era accessibile solo a gruppi di specialisti sovietici e mongoli e solo negli anni novanta gli occidentali poterono ritornare in Mongolia per continuare le ricerche.
Ottanta milioni di anni fa il Gobi ospitava una varietà di mammiferi, coccodrilli e oltre trenta specie di sauri; il territorio era globalmente asciutto, però dovevano essere presenti, almeno in alcune epoche, anche abbondanti luoghi acquatici, visti i numerosi fossili di tartarughe. I fossili di dinosauri rinvenuti appartengono al Tarbosaurus, un predatore simile al Tyrannosaurus, a dinosauri a becco d'anatra e a Velociraptor. Uno dei ritrovamenti più clamorosi fu proprio quello di due scheletri completi di un Velociraptor avvinghiato in un combattimento mortale a un Protoceratops.